# 大津ジャンクション
大津ジャンクション（おおつジャンクション）は、滋賀県大津市上田上桐生町と同市上田上牧町にある新名神高速道路と新名神高速道路大津連絡路のジャンクションである。現在は本線の一部のようになっている。

## 概要
当JCT以西の新名神高速道路が開通すると、ジャンクション構造は亀山JCTのような準直結Y型のジャンクションになる予定である。

## 歴史
- 2003年（平成15年）12月22日：政府・与党申し合わせにより、当JCT - 城陽IC/JCTと八幡京田辺JCT/IC - 高槻第一JCTが抜本的見直し区間に設定、当区間建設凍結へ。後に凍結解除。
- 2008年（平成20年）2月23日：亀山JCT - 草津田上IC間の開通により信楽IC方面⇔大津連絡路方面のみ供用開始[2]。
- 2024年 (令和6年) 12月25日：当JCT - 城陽IC/JCT間の開通が2028年度以降に延期されることを発表[注釈 1][3][4]。

## 接続する道路
- E1A 新名神高速道路
- E1A 新名神高速道路（大津連絡路）

## 隣

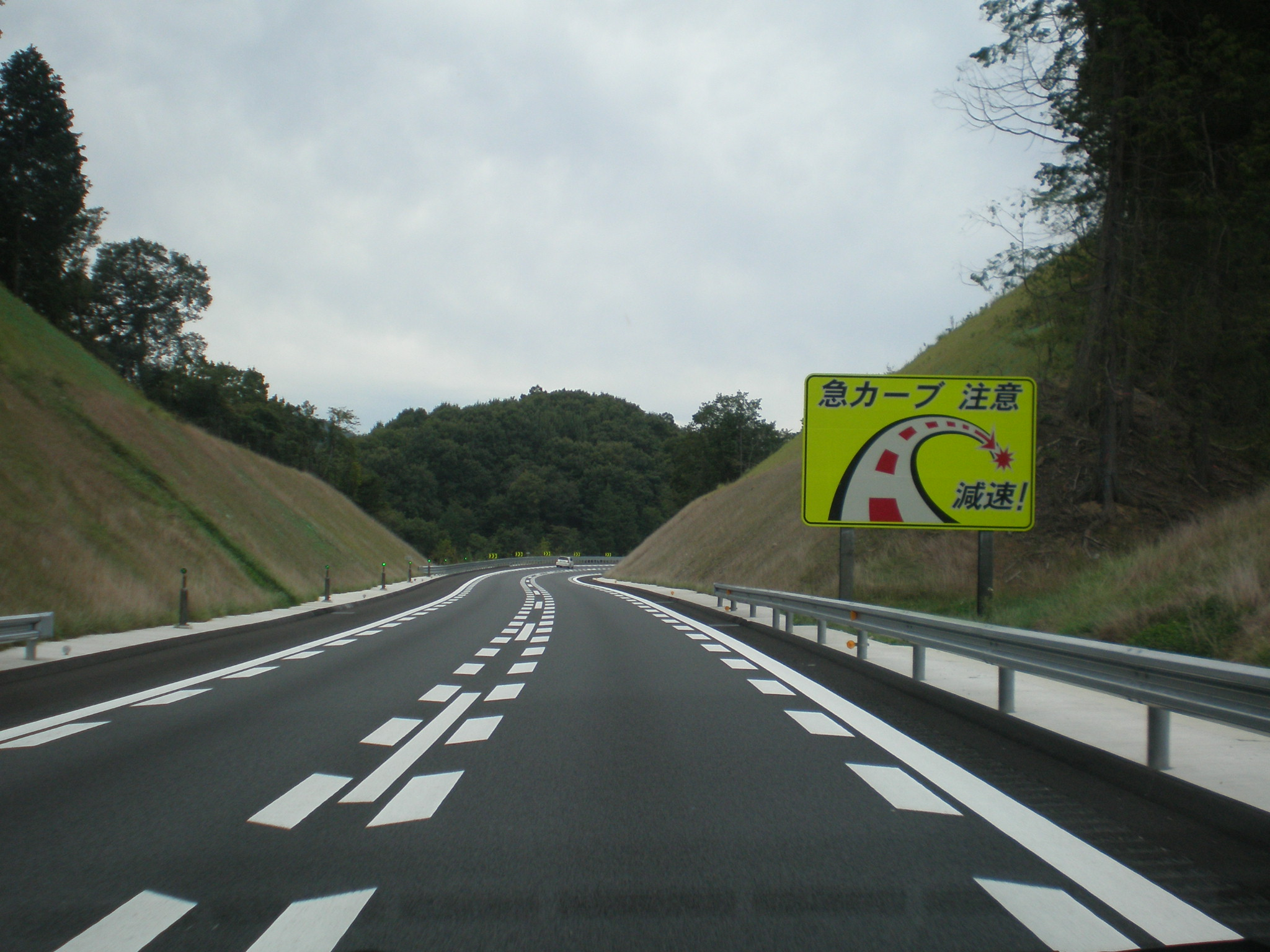
下り線本線上（大津Aランプ橋手前）

E1A 新名神高速道路
(6)信楽IC - (7)大津JCT - 大津SA/新名神大津SIC (事業中) - 宇治田原IC（事業中）
E1A 新名神高速道路（大津連絡路）
(30-1)草津JCT/PA - (7-1)草津田上IC - (7)大津JCT